# Cobleskill
Cobleskill és una població dels Estats Units a l'estat de Nova York. Segons el cens del 2000 tenia 4.533 habitants.

## Demografia
Segons el cens del 2000, Cobleskill tenia 4.533 habitants, 1.537 habitatges, i 754 famílies. La densitat de població era de 535,2 habitants/km².
Dels 1.537 habitatges en un 23,6% hi vivien nens de menys de 18 anys, en un 35,7% hi vivien parelles casades, en un 10% dones solteres, i en un 50,9% no eren unitats familiars. En el 41,8% dels habitatges hi vivien persones soles el 20,6% de les quals corresponia a persones de 65 anys o més que vivien soles. El nombre mitjà de persones vivint en cada habitatge era de 2,07 i el nombre mitjà de persones que vivien en cada família era de 2,85.
Per edats la població es repartia de la següent manera: un 15,8% tenia menys de 18 anys, un 32,6% entre 18 i 24, un 18,1% entre 25 i 44, un 16,4% de 45 a 60 i un 17,2% 65 anys o més.
L'edat mediana era de 27 anys. Per cada 100 dones de 18 o més anys hi havia 89,8 homes.
La renda mediana per habitatge era de 28.011 $ i la renda mediana per família de 43.714 $. Els homes tenien una renda mediana de 29.375 $ mentre que les dones 29.712 $. La renda per capita de la població era de 15.213 $. Entorn de l'11,3% de les famílies i el 19,8% de la població estaven per davall del llindar de pobresa.